# 林富士
林富士（1960年10月22日—2021年6月22日），雲林臺西人，臺灣歷史學者，筆名林翎，中央研究院特聘研究員。曾任中央研究院歷史語言研究所副所長、國立中興大學文學院院長、教育部顧問室召集人、中研院數位文化中心召集人，並於臺北大學歷史學系及輔仁大學宗教學研究所單位授課。其專業領域為宗教史（尤其巫覡史、道教史）、疾病史、文明史及數位人文。

## 生平
林富士1960年10月22日生於中華民國臺灣省雲林縣臺西鄉瓦厝，小時村子沒有醫生，民眾生病通常求助童乩，甚至有幾位親戚是童乩，這也促使他研究「台灣童乩的社會形象」。未滿6歲就在雲林縣臺西鄉崙豐國民小學寄讀，後續考上嘉義市輔仁中學初中部、臺北市立成功高級中學，後來就讀台大歷史系學士、碩士，師事杜正勝；在美國普林斯頓大學求學時，師承余英時，兼有史學和文學的才華。
林妻倪曉容為台大歷史系的同班同學，倪曉容喜愛鑽研藝術史，也是位畫家。兩人直到大學畢業後成為鄰居，才有有了更多互動機會。後來，兩人分別負笈美國求學，經過「遠距戀愛」的考驗，終於共結連理。其妻子於2018年辭世。
林富士曾研究「檳榔文化史」，發現當年玄奘在印度那爛陀寺留學取經時每天吃檳榔，韓愈、蘇東坡、朱熹都是檳榔族。
1994年，當時總統李登輝任內，由杜正勝主持改版國中教科書《認識臺灣》，以提昇臺灣史地教學比重，其中《認識臺灣（社會篇）》由林富士、彭明輝（吳鳴）編寫。
1984年起，中研院主導臺灣「國家型數位典藏」計畫，發展數位人文，林富士亦扮演重要角色。
林富士說他研究的是「小歷史」，其實出於他對社會底層的關懷。他認為，史家、記者最主要的社會角色都是「溝通者」，史家的責任是讓古今之際聯繫不斷。

### 中興大學時期(2007-2011)
林富士學術生涯曾在借調至中興大學，前後擔任中興大學台文所所長、文學院院長，並在任內先後鼓勵學生創作，創立鹿鳴電視台、鹿鳴電子報等學生實習媒體，最後整併為鹿鳴文化資產中心，並由時任文學院副院長楊翠兼任中心主任。
2010年，申請興建中興大學「人文大樓」，作為文學院之主要場館，獲得5億元興建經費（校方編列2.7億元，教育部核補2.3億元），並於同年正式展開興建工作。

## 著作
- （繁體中文）《紅色印象》（1990，聯合文學，ISBN 9789575220235）

- （繁體中文）《孤魂與鬼雄的世界——北臺灣的厲鬼信仰》（1995，新北市文化局，ISBN 9789570054644）

- （繁體中文）《漢代的巫者》（1999，稻鄉出版社，ISBN 9789579628358）

- （繁體中文）《小歷史——歷史的邊陲》（2000初版，2018增訂版，三民書局，ISBN 9789571464329）

- （繁體中文）《疾病終結者：中國早期的道教醫學》（2001，三民，ISBN 9789571435398）

- （繁體中文）《中國中古時期的宗教與醫療》（2008，聯經出版，ISBN 9789570832808）

- （简体中文）《巫者的世界》（2016，廣東人民出版社，ISBN 9787218112930）

- （繁體中文）《巫者的世界》（2023，三民書局，ISBN 9789571475912）

- （繁體中文）《紅唇與黑齒：縱觀檳榔文化史》（2023，三民書局，ISBN 9789571476919）

- （繁體中文）《從正統到異端：祝由科的歷史》（2024，三民書局，ISBN 9789571477916）

## 外部連結
- 林富士的個人部落格「薩蠻工作室」 （页面存档备份，存于）
- 中研院史語所研究人員簡介：林富士特聘研究員 （页面存档备份，存于）
- 中研院數位文化中心/開放博物館/林富士博士紀念館 （页面存档备份，存于）